# Xanthopimpla bistrigata
Xanthopimpla bistrigata är en stekelart som beskrevs av Gyöö Viktor Szépligeti 1908. Xanthopimpla bistrigata ingår i släktet Xanthopimpla och familjen brokparasitsteklar. Inga underarter finns listade i Catalogue of Life.